# Hendrike Brenninkmeyer
Hendrike Brenninkmeyer (* 8. Mai 1973 in Münster) ist eine Journalistin und Fernsehmoderatorin.

## Leben

### Herkunft und Ausbildung
Brenninkmeyer ist im Ruhrgebiet aufgewachsen und besitzt die niederländische Staatsbürgerschaft. Nach dem Abitur in Mülheim an der Ruhr absolvierte sie eine duale Ausbildung als Industriekauffrau bei Daimler-Benz in Düsseldorf. Anschließend studierte sie Publizistik, Psychologie und Europäische Ethnologie an der Wilhelms-Universität in Münster u. a. mit dem Schwerpunkt Nachrichtenwerttheorie und Nachrichtenvergleich. 2002 schloss sie ihr Studium mit dem Magistergrad (M.A.) ab. Bereits während ihres Studiums arbeitete sie u. a. als Reporterin und Moderatorin für den WDR und den HR.

### Wirken
Nach dem Examen moderierte Brenninkmeyer u. a. die Sendung maintower im hr-fernsehen. Anschließend übernahm sie die Moderation der Lokalzeit Ruhr im WDR Fernsehen. 2007 ging sie zu ARD-aktuell nach Hamburg und moderierte die Nachrichten bei tagesschau24. Im März 2010 wechselte sie als Moderatorin des Wirtschafts- und Verbrauchermagazins Marktcheck zum Südwestrundfunk nach Stuttgart. Im September 2011 übernahm sie darüber hinaus die Moderation des Europamagazins sonntags im Ersten. Außerdem arbeitete sie als Redakteurin und On-Reporterin für das ARD-Recherche-Format Vorsicht, Verbraucherfalle im Ersten sowie als Autorin des Wirtschaftsmagazins plusminus. Im Dezember 2020 moderierte sie in Vertretung plusminus. Seit 2019 ist sie Moderatorin des Verbraucherformats Preiswert, nützlich, gut?  im SWR Fernsehen.

## Mitgliedschaften
Hendrike Brenninkmeyer ist ehrenamtliches Mitglied der Verbraucherkommission Baden-Württemberg, eines Gremiums, das die Landesregierung in Verbraucherfragen berät.

## Privatleben
Hendrike Brenninkmeyer ist verheiratet. 2008 brachte sie ihren Sohn zur Welt, 2010 bekam sie eine Tochter. Die Familie lebt in Baden-Baden.